# Biuletyn Polski
Biuletyn Polski – polskie czasopismo podziemne.
Biuletyn Polski wydawany był w Lublinie, w okresie od października 1939 r. do kwietnia 1940 r. Gazeta przygotowywana była przez młodzież pod kierownictwem Stefana Skoczylasa. W celu pozyskania informacji prowadzono nasłuch radiowy. Pismo miało charakter informacyjny.

## Literatura
B. Golka, Prasa konspiracyjna ruchu ludowego 1939–1945, Warszawa 1975, s. 203.